# He Bingjiao
He Bingjiao (chinesisch 何冰娇, Pinyin Hé Bīngjiāo, * 21. März 1997 in Lianyungang, Volksrepublik China) ist eine chinesische Badmintonspielerin. 

## Karriere
He Bingjiao startete 2013 bei den Badminton-Juniorenweltmeisterschaften und den Juniorenasienmeisterschaften. Bei beiden Veranstaltungen gewann sie dabei Bronze im Dameneinzel. Ebenfalls 2013 siegte sie bei den Vietnam Open und den Malaysian Juniors. Weitere Starts folgten bei der China Open Super Series 2013 und dem Korea Grand Prix Gold 2013. 2022 gewann sie die French Open. Bei den Olympischen Sommerspielen 2024 gewann sie die Silbermedaille. Zuvor hatte sie im Halbfinale gegen die Spanierin Carolina Marín den ersten Satz mit 14:21 verloren und lag im zweiten Durchgang mit 5:10 zurück, als sich ihre Gegnerin verletzte und aufgeben musste. Als anerkennende Geste hielt sie auf dem Siegerpodest einen Olympia-Pin hoch, auf dem die spanische Flagge zu sehen war.